# Sobków (Szczukowice)
Sobków – część wsi Szczukowice w Polsce położona w województwie świętokrzyskim, w powiecie kieleckim, w gminie Piekoszów

W latach 1975–1998 część wsi administracyjnie należała do województwa kieleckiego.